# Khalid ibn Yazid
Abu-Hàixim Khàlid ibn Yazid ibn Muàwiya, més conegut com a Khàlid ibn Yazid ibn Muàwiya —àrab: خالد بن يزيد بن معاوية, Ḫālid b. Yazīd b. Muʿāwiya— (vers 668 -704 o 709) fou un príncep omeia fill del califa Yazid I i de Fakhita bint Abi Hashim ibn Utba ibn Rabia.
Quan Muàwiya II ibn Yazid (683–684) va morir sense haver designat successor, va esclatar un conflicte. Khàlid fou presentat com a candidat, però fou considerat massa jove (uns 16 anys) i fou nomenat Marwan I ibn al-Hàkam, quedant Khàlid com a primer a la llista de successors per davant d'Amr ibn Said al-Ashdak. Marwan es va casar amb Fakhita i va obtenir el suport dels partidaris de Khalid.
Però aviat Marwan va designar com a successor al seu propi fill Abd-al-Màlik. Khàlid va recordar a Marwan I la seva promesa però el califa el va insultar i menysprear; com a venjança alguns suposen que Fakhita va matar Marwan (685) tot i que això no se sap segur.
Abd-al-Màlik fou nomenat califa i Khàlid no va fer valer els seus drets; fins i tot el nou califa i Khàlid foren amics i la filla d'Abd-al-Màlik, Àïxa, es va casar amb el príncep. Khàlid va acompanyar al califa en la campanya del 691 a Karkisiya contra Zufar ibn al-Harith al-Kilabi. Després fou governador d'Homs.
Posteriorment es va casar amb Umm-Kulthum bint Abd-Al·lah ibn Jàfar ibn Abi-Talib, amb Amina bint Saïd ibn al-As ibn Umayya i amb Ramla bint az-Zubayr ibn al-Awwam.